# La Cressonnière (cheval)
La Cressonnière (2013- ) est un cheval de course qui participe aux courses hippiques de plat. Invaincue en huit courses, elle remporte la Poule d'Essai des Pouliches et le Prix de Diane.  

## Carrière de courses
Élevée par Gérard Augustin-Normand, dont elle porte les couleurs et qui en partage la propriété avec Antonio Caro, La Cressonnière débute à 2 ans sur l'hippodrome de Clairefontaine, sous la selle de Cristian Demuro, qui sera son unique jockey, et pour l'entraînement de Jean-Claude Rouget. Elle s'impose facilement, et on ne la retrouve que deux mois plus tard à Craon, pour un nouveau succès aisé. La suite se passe à Deauville, Prix Isonomy, une Listed-Race où elle ne rencontre pas d'opposition. Quatrième et dernière sortie de l'année, le Prix Hérod, une autre Listed disputée à Chantilly, et quatrième victoire. En fin d'année, La Cressonnière est invaincue, mais Jean-Claude Rouget est resté très prudent. Conscient du potentiel de sa pouliche, il s'est contenté d'objectifs faciles, et n'a pas confronté sa protégée aux meilleures pouliches de sa génération. Ce sera pour la saison suivante. 
2016 débute comme s'était achevée 2015 : une Listed, et une victoire facile. Cette fois La Cressonnière ne peut plus se cacher. C'est l'heure de se mesurer à l'élite, et ça se passe dans la Poule d'Essai des Pouliches, qui se déroule cette année-là à Deauville en raison des travaux du nouveau Longchamp. Elle n'est pas favorite, on lui préfère une autre pensionnaire de Jean-Claude Rouget, Qemah, qui vient de remporter le Prix de la Grotte, traditionnel tremplin pour la Poule, et la Coolmore Alice Springs, qui vient de prendre le second accessit des 1000 Guinées. Mais c'est bien elle qui l'emporte, nettement, devant l'Anglaise Nathra et Qemah. En une course, La Cressonnière a pris le pouvoir. Et elle doit défendre son sceptre tout neuf dans le Prix de Diane, dont elle est cette fois, et naturellement, la grande favorite, devant une autre représentante de Coolmore, Ballydoyle (lauréate du Prix Marcel Boussac à 2 ans) et Volta, qui venait de s'adjuger le Prix de Sandringham. Elle s'en acquitte parfaitement, faisant valoir une étourdissante accélération alors qu'elle semblait attardée durant le parcours. Le palmarès, l'invincibilité voire le style de La Cressonnière ne sont pas sans rappeler la grande Zarkava, Mais plus encore Avenir Certain, une autre pouliche entraînée par Jean-Claude Rouget pour les mêmes propriétaires, une autre fille de Le Havre, une autre autrice du doublé Poule d'Essai / Prix de Diane en restant invaincue : les comparaisons vont bon train et la pouliche à la casaque blanche semble poser ses jalons pour le Prix de l'Arc de Triomphe. 
Pour y arriver, sa route passe à nouveau par Deauville et le Prix de la Nonette, un groupe 2 qui sert souvent aux bonnes pouliches pour préparer l'automne. La Cressonnière n'a que quatre adversaires et c'est une formalité. Misant sur sa fraîcheur, Jean-Claude Rouget décide de faire l'impasse sur le Prix Vermeille et d'envoyer directement sa championne sur le Prix de l'Arc de Triomphe, pour lequel la voie semble d'autant plus dégagée que les deux autres stars de la génération 2013, son compagnon d'écurie Almanzor et l'Irlandaise aux six groupe 1 Minding, auront d'autres objectifs. Mais d'Arc il n'y aura point : une semaine avec le grand jour, La Cressonnière déclare forfait sur blessure et Jean-Claude Rouget donne rendez-vous en 2017. Mais au printemps, patatras : l'entourage de la jument annonce qu'elle ne sera plus revue en compétition, sa blessure aux vertèbres n'ayant pu se résorber totalement. Même si Minding, au palmarès plus fourni, lui a ravi le titre de Pouliche de l'année 2016 en Europe, La Cressonnière laisse le souvenir d'une véritable championne aux limites inconnues, et beaucoup de regrets.  

### Résumé de carrière
| Date         | Hippodrome     | Pays        | Course                      | Statut      | Distance    | Jockey          | Place       | Écart       | Deuxième     |
| 2015, 2 ans  | 2015, 2 ans    | 2015, 2 ans | 2015, 2 ans                 | 2015, 2 ans | 2015, 2 ans | 2015, 2 ans     | 2015, 2 ans | 2015, 2 ans | 2015, 2 ans  |
| ------------ | -------------- | ----------- | --------------------------- | ----------- | ----------- | --------------- | ----------- | ----------- | ------------ |
| 25 juillet   | Clairefontaine | France      | Prix Vale                   | Course F    | 1 600 m     | Cristian Demuro | 1er / 10    | 1 ¼         | Virginie     |
| 20 septembre | Craon          | France      | Prix Yves Lalleman          | Course D    | 1 650 m     | Cristian Demuro | 1er / 6     | 5           | Twinkly      |
| 22 octobre   | Deauville      | France      | Prix Isonomy                | Listed      | 1 600 m     | Cristian Demuro | 1er / 6     | 3 ½         | Notte Bianca |
| 24 novembre  | Chantilly      | France      | Prix Hérod                  | Listed      | 1 400 m     | Cristian Demuro | 1er / 7     | 2 ½         | Fourioso     |
| 2016, 3 ans  |                |             |                             |             |             |                 |             |             |              |
| 20 mars      | Saint-Cloud    | France      | Prix La Camargo             | Listed      | 1 600 m     | Cristian Demuro | 1er / 9     | 2 ½         | Qatar Power  |
| 15 mai       | Deauville      | France      | Poule d'Essai des Pouliches | Gr. 1       | 1 600 m     | Cristian Demuro | 1er / 14    | 1           | Nathra       |
| 19 juin      | Chantilly      | France      | Prix de Diane               | Gr. 1       | 2 100 m     | Cristian Demuro | 1er / 16    | 1/2         | Left Hand    |
| 23 août      | Deauville      | France      | Prix de la Nonette          | Gr. 2       | 2 000 m     | Cristian Demuro | 1er / 5     | 2           | Jemayel      |

## Au haras
À l'issue de sa carrière de course, La Cressonnière est vendue au Japon, comme avant elle Avenir Certain, et rejoint Shadai Farm, mais sa production s'avère décevante.  

## Origines
Vainqueur du Prix du Jockey Club et deuxième de la Poule d'Essai des Poulains, Le Havre, le père de La Cressonnière, a pourtant commencé la monte à 5 000 € la saillie. Un tarif modique, qui s'explique par le pedigree peu vendeur de ce fils de Noverre (frère utérin d'Arazi) et d'une jument élevée en Allemagne. Mais une décennie plus tard, une saillie de Le Havre coûtait 60 000 €, notamment grâce à ses filles La Cressonnière, Avenir Certain ou Wonderful Tonight (Prix de Royallieu, Breeders' Cup Filliy & Mare Turf). Absolute Lady, la mère de La Cressonnière, n'a pas brillé en piste, et n'a donné, hormis La Cressonnière, n'a donné qu'un seul gagnant, au Japon où elle a été elle aussi exportée. Sa mère, Lil's Jessy, avait remporté les Nell Gwyn Stakes, ce qui lui avait donné le droit de rencontrer le grand Galileo.

### Pedigree
| Origines de La Cressonnière (FR), jument baie née en 2013 | Origines de La Cressonnière (FR), jument baie née en 2013 | Origines de La Cressonnière (FR), jument baie née en 2013 | Origines de La Cressonnière (FR), jument baie née en 2013 |
| --------------------------------------------------------- | --------------------------------------------------------- | --------------------------------------------------------- | --------------------------------------------------------- |
| Père Le Havre                                             | Noverre                                                   | Rahy                                                      | Blushing Groom                                            |
| Père Le Havre                                             | Noverre                                                   | Rahy                                                      | Glorious Song                                             |
| Père Le Havre                                             | Noverre                                                   | Danseur Fabuleux                                          | Northern Dancer                                           |
| Père Le Havre                                             | Noverre                                                   | Danseur Fabuleux                                          | Fabuleux Jane                                             |
| Père Le Havre                                             | Marie Rheinberg                                           | Surako                                                    | Königsstuhl                                               |
| Père Le Havre                                             | Marie Rheinberg                                           | Surako                                                    | Surata                                                    |
| Père Le Havre                                             | Marie Rheinberg                                           | Marie d'Argonne                                           | Jefferson                                                 |
| Père Le Havre                                             | Marie Rheinberg                                           | Marie d'Argonne                                           | Mohair                                                    |
| Mère Absolute Lady                                        | Galileo                                                   | Sadler's Wells                                            | Northern Dancer                                           |
| Mère Absolute Lady                                        | Galileo                                                   | Sadler's Wells                                            | Fairy Bridge                                              |
| Mère Absolute Lady                                        | Galileo                                                   | Urban Sea                                                 | Miswaki                                                   |
| Mère Absolute Lady                                        | Galileo                                                   | Urban Sea                                                 | Allegretta                                                |
| Mère Absolute Lady                                        | Lil's Jessy                                               | Kris                                                      | Sharpen Up                                                |
| Mère Absolute Lady                                        | Lil's Jessy                                               | Kris                                                      | Doubly Sure                                               |
| Mère Absolute Lady                                        | Lil's Jessy                                               | Lobmille                                                  | Mill Reef                                                 |
| Mère Absolute Lady                                        | Lil's Jessy                                               | Lobmille                                                  | Light o' Battle (famille 2-f)                             |